# Kočanska
La Kočanska (en macédonien : Кочанска Река) est une rivière de l'est de la Macédoine du Nord, dans la région Est, et un affluent droit de la Bregalnica, donc un sous-affluent du fleuve le Vardar.

## Géographie
Elle prend sa source dans le massif d'Osogovo, à 1 630 mètres d'altitude. Elle descend ensuite vers le sud, en coulant au fond d'un ravin, et rejoint la vallée de la Bregalnica, en rive droite. Elle y traverse la ville de Kočani, à laquelle elle doit son nom. La Kočanska est longue de 34 kilomètres.

## Hydrologie
La Kočanska a un débit très différent selon les saisons car elle reçoit l'eau de la fonte des neiges au printemps.

## Aménagements et écologie
La rivière possède une déclivité prononcée (39,3 %), et a ainsi un fort potentiel hydroélectrique. Un barrage a d'ailleurs été construit à la hauteur de Dolno Gradtché, formant un petit lac.

## Galerie

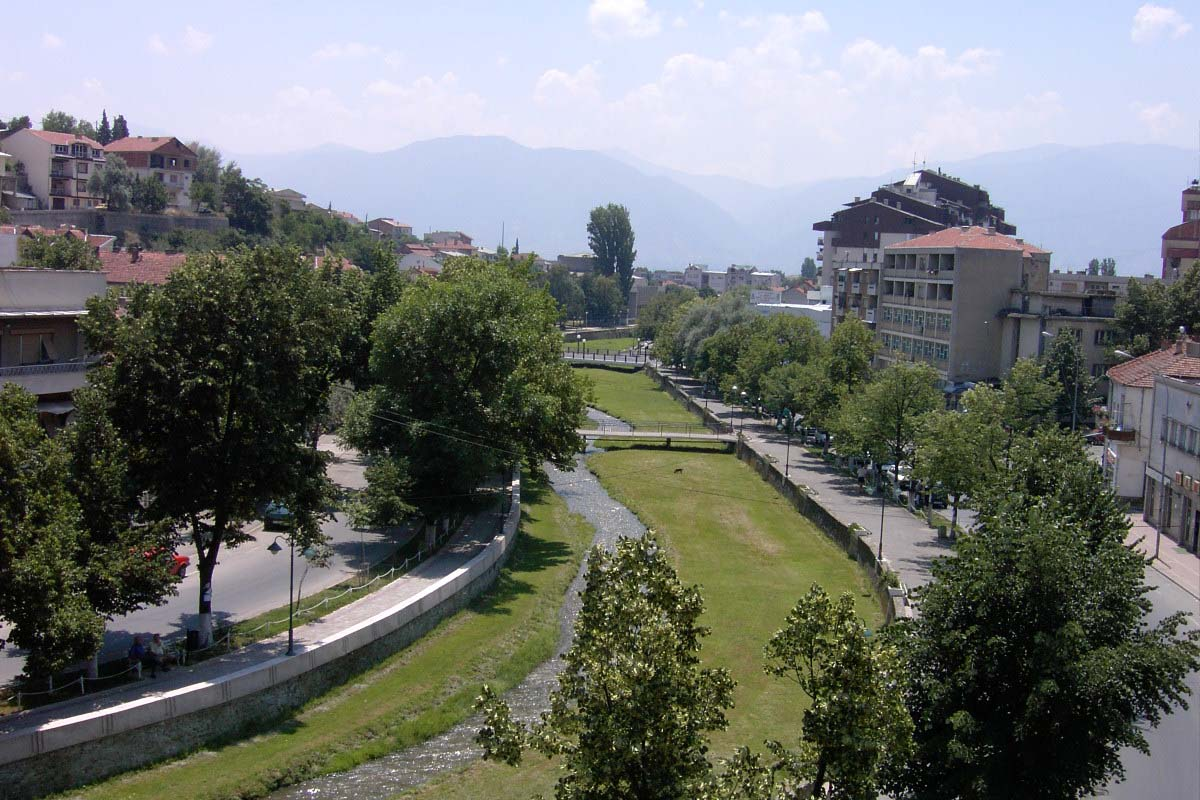
La rivière à Kočani
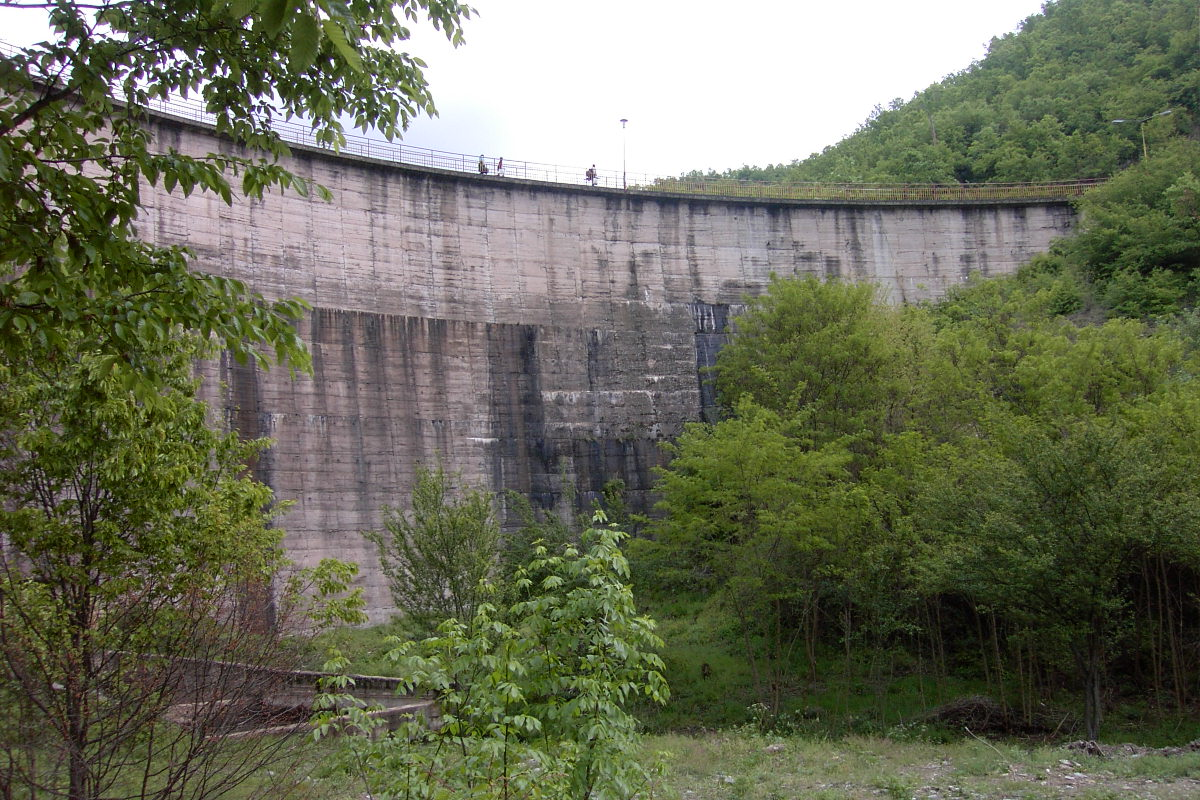
Le barrage de Gradtché
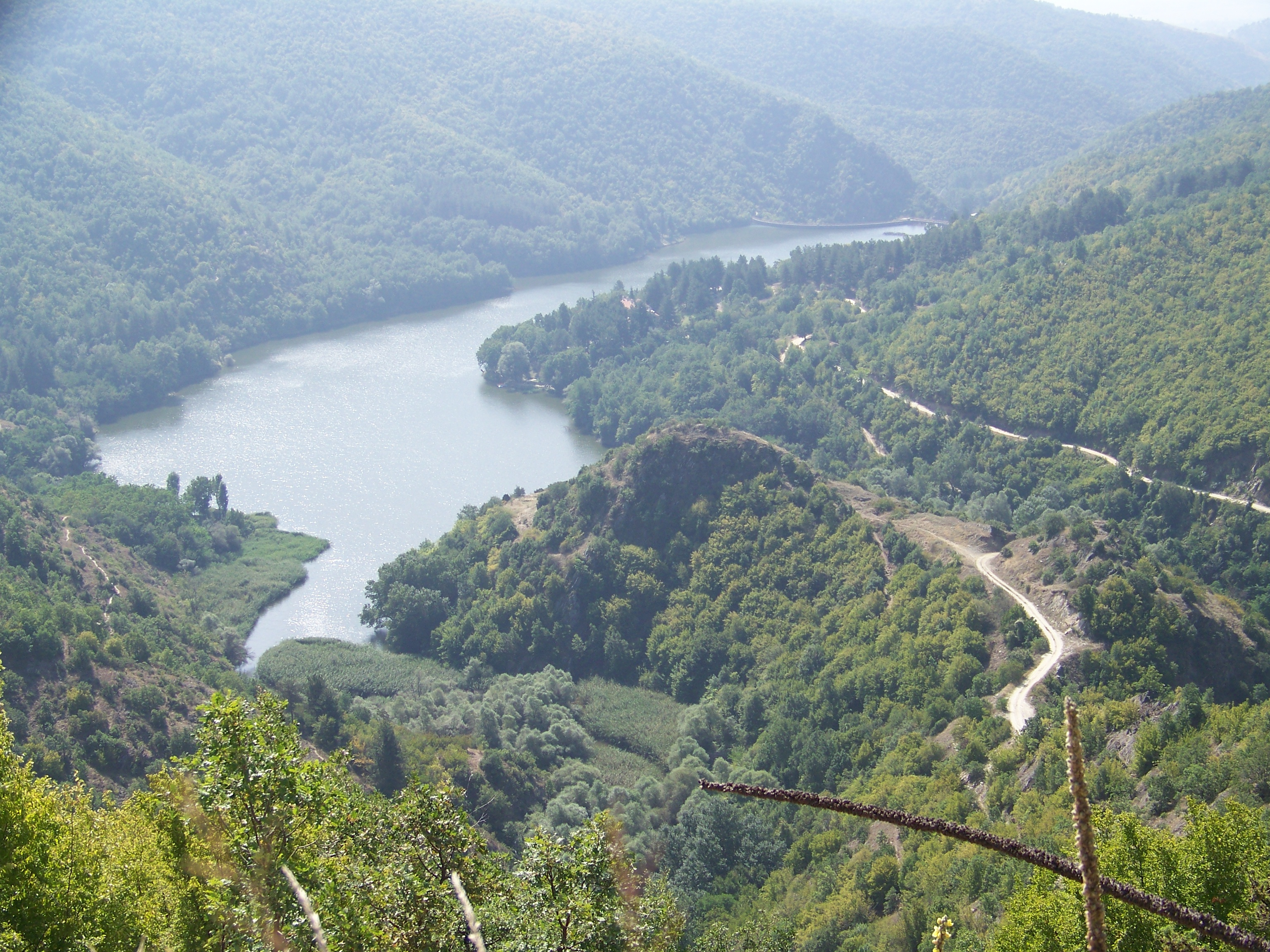
Le lac